# Каратальський сільський округ (Зайсанський район)
Карата́льський сільський округ (каз. Қаратал ауылдық округі, рос. Каратальский сельский округ) — адміністративна одиниця у складі Зайсанського району Східноказахстанської області Казахстану. Адміністративний центр — село Каратал.
Населення — 3488 осіб (2021; 3859 у 2009, 4028 у 1999, 3975 у 1989).
Станом на 1989 рік існувала Благодарненська сільська рада (села Жинішкесу, Кабиргатал, Каратал, Коскара, Улкен-Каратал).

## Склад
До складу округу входять такі населені пункти:
| Населений пункт     | Старі назви | Населення, осіб (1989) | Населення, осіб (1999) | Населення, осіб (2009) | Населення, осіб (2021) |
| ------------------- | ----------- | ---------------------- | ---------------------- | ---------------------- | ---------------------- |
| Жинішкесу, село     | -           | 131                    | 87                     | 46                     | 40                     |
| Кабиргатал, село    | -           | 264                    | 35                     | 76                     | 16                     |
| Каратал, село       | -           | 2561                   | 2958                   | 2790                   | 2654                   |
| Коскора, село       | -           | 226                    | 106                    | 73                     | 41                     |
| Улкен-Каратал, село | -           | 793                    | 842                    | 874                    | 737                    |